# Days Go By
Days Go By е деветият студиен албум на американската пънк рок група Офспринг, издаден на 26 юни 2012 г. чрез Columbia Рекърдс.

## Песни
1. The Future Is Now 4:08
2. Secrets From The Underground 3:10
3. Days Go By 4:02
4. Turning Into You 3:42
5. Hurting As One 2:50
6. Cruising California (Bumpin' In My Trunk) 3:31
7. All I Have Left Is You 5:19
8. OC Guns 4:08
9. Dirty Magic 4:00
10. I Wanna Secret Family (With You) 3:02
11. Dividing By Zero 2:22
12. Slim Pickens Does The Right Thing And Rides The Bomb To Hell 2:36

## Офспринг членове
- Декстър Холанд – Вокалист И Ритъм Китара
- Нуудълс – Китара
- Грег Кризъл – Бас Китара
- Пийт Парада – Барабани